# Виверження вулкана Кумбре-В'єха (2021)
Виверження вулкана Кумбре-В'єха 2021 року — виверження найактивнішого вулкана Кумбре-В'єха острова Ла-Пальма на Канарських островах в Іспанії, що тривало з вересня до 13 грудня 2021 року.

## Передумови
11 вересня 2021 року під Кумбре-В'єхою розпочалася серія землетрусів. Їхній епіцентр повільно наблизився до поверхні: почалися землетруси силою до 3,5 балів за шкалою Ріхтера. Протягом тижня зафіксували понад 22 000 поштовхів. 13 вересня оголосили жовте попередження про можливу вулканічну активність, яке охопило 35 тис. осіб у муніципалітетах Лос-Льянос-де-Арідане, Фуенкальєнте, Ель-Пасо та Вілла-де-Масо. Щонайменше 40 осіб та частину худоби на Ла-Пальмі евакуювали, хоча про повну евакуацію мови не йшлося.

## Перебіг подій
Виверження почалося о 14:12 UTC 19 вересня 2021 року в лісовій зоні Кабеса-де-Вака в горах Монтанья-Рахада, у районі Лас-Манчас муніципалітету Ель-Пасо.
Невдовзі після виверження було евакуйовано близько 300 осіб. 700 осіб (у тому числі 500 туристів) вивезли з прибережного району Лос-Льянос-де-Арідане на випадок, якщо лава дійде до моря і знищить під'їзні шляхи. Очікувалося, що з району буде евакуйовано від 5 до 10 тис. осіб. Рівень попередження було підвищено до найвищого рівня (червоний).
Виверження мало щонайменше 5 отворів.
Хребет Кумбре-В'єха лежить між двома вибуховими центрами 1949 року (Дуразнеро та Сан-Хуан). Описи очевидців (Bonnelli, 1950) та детальне картографування продуктів виверження показали, що під час виверження 1949 р. зміщення розломів також зачепило західні частини із рухом вниз по боках вулкана.
Останнє субаеральне виверження вулкана в Іспанії, а також на Ла-Пальмі, сталося 1971 року в Тенжеґії, тоді загинув один фотограф, який підійшов надто близько до лави (асфіксія від диму). Останнє виверження вулкана в Іспанії до 2021 року — виверження Ель-Єрро 2011—2012 років, яке було підводним.
24 вересня влада оголосила острів Ла Пальма зоною стихійного лиха, а 25 вересня було закрито летовище на острові Ла Пальма.
28 вересня лава наблизилася до океану, її температура сягала 1250 градусів.
1 жовтня в вулкані відкрилась третя тріщина. Через вулканічні викиди, відповідно до рекомендацій влади, тисячі людей були змушені ізолюватися внаслідок погіршення якості повітря. Зокрема, через затверділу лаву — поверхня острову збільшилась на 338 гектарів.
11 жовтня виверження вулкану посилилося, на цей день було зруйновано понад 1100 будівель. 18 жовтня на острів Ла-Пальма було скасовано всі авіарейси. Перельоти стали небезпечними через хмари попелу.
19 жовтня лава накрила 762 га поверхні, майже 30 % котрих склали бананові плантації, 1086 земельних ділянок, 1692 будинки і 56.4 км доріг.
21 жовтня хмара з газу діоксиду сірки накрила частину півдня, сходу, центру України та Криму. Показники сягали 100 мг/м2, у Криму — 150 мг/м2.
23 жовтня на острові стався землетрус магнітудою 4,9 бали на глибині 38 км, тоді ж обрушилася частина вулканічного конуса.
24 жовтня о 16:34 стався землетрус магнітудою 4,9 балів поблизу Мацо. Загальна площа потоків лави наразі охопила площу щонайменше сім квадратних кілометрів.
26 жовтня виверження посилилося, з вулкану почав бити великий лавовий фонтан. Станом на цей день лава зруйнувала 2000 будівель, покривши площу понад 900 гектарів. 7500 мешканців острову покинули свої місця проживання.
13 грудня завершилася активна вулканічна діяльність.

## Наслідки
Потік лави досяг сусідніх будинків, і станом на 20 вересня близько сотні будинків було зруйновано. Постраждалих немає, авіарейси на острови продовжувалися.
20 вересня вранці Міністерство освіти Канарських островів наказало припинити заняття в школах муніципалітетів Ель-Пасо, Лос-Льянос-де-Арідан і Тазакорте.
28 вересня, уряд Іспанії оголосив острів Ла-Пальма зоною лиха, оголосивши про перший пакет допомоги в розмірі 10,5 млн євро, другий пакет — 206 млн євро.